# 刘氏石坊
刘氏石坊又称刘氏节孝坊，位于山东省菏泽市成武县白浮图镇徐官庄，是中华人民共和国山东省文物保护单位之一。
清乾隆六十年（1785年），为旌表邑处士徐格妻刘氏所建。1992年6月12日，授予山东省文物保护单位，是一座古建筑及历史纪念建筑。